# Masque mortuaire
Ne doit pas être confondu avec Masque funéraire.

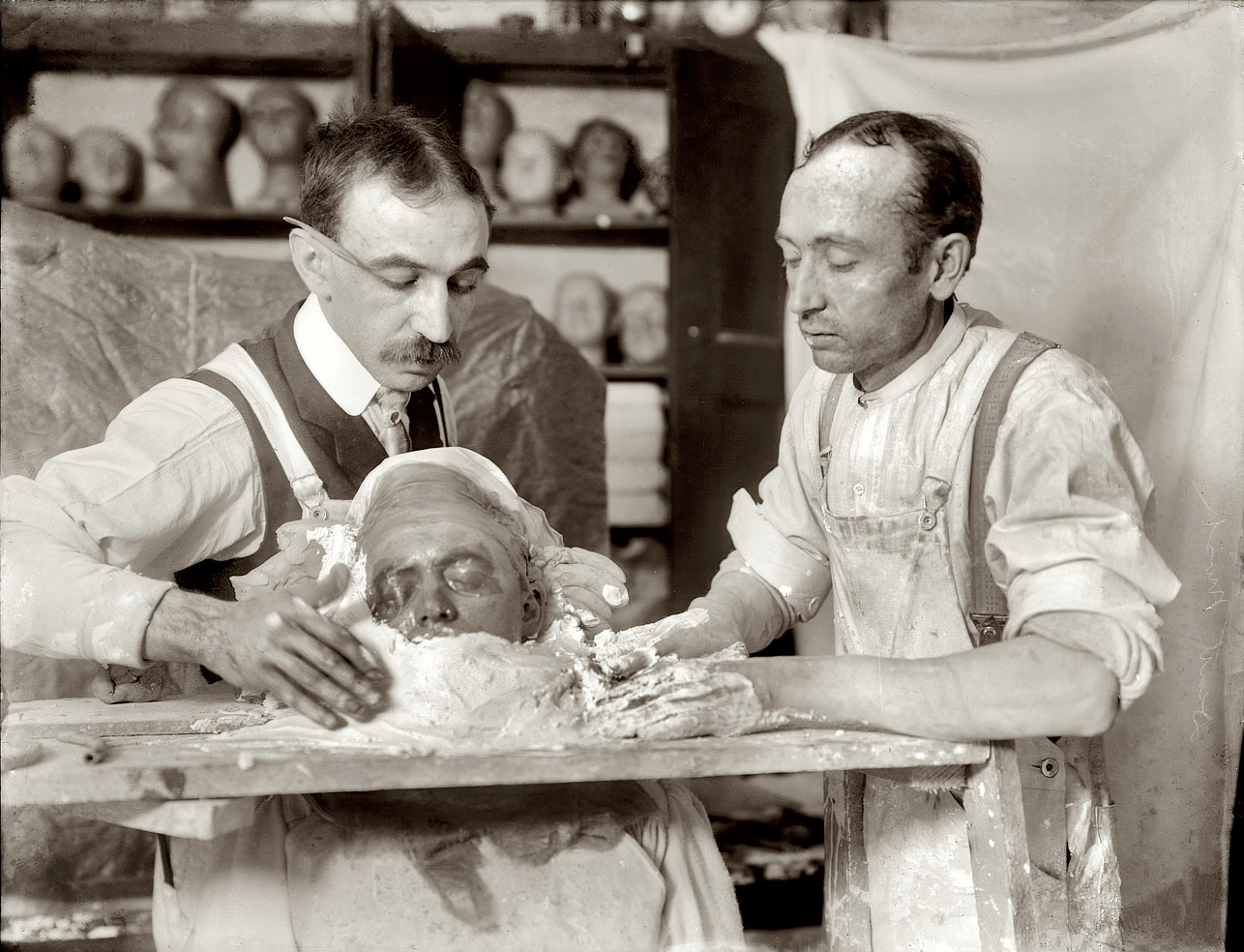
Deux hommes modelant un masque mortuaire, New York, 1908.

Un masque mortuaire, ou masque de mort, est un masque moulé sur le visage d'une personne morte récemment. Cet objet permet la conservation d'un portrait fidèle en trois dimensions au-delà du court laps de temps où le cadavre reste intact.

## Galerie

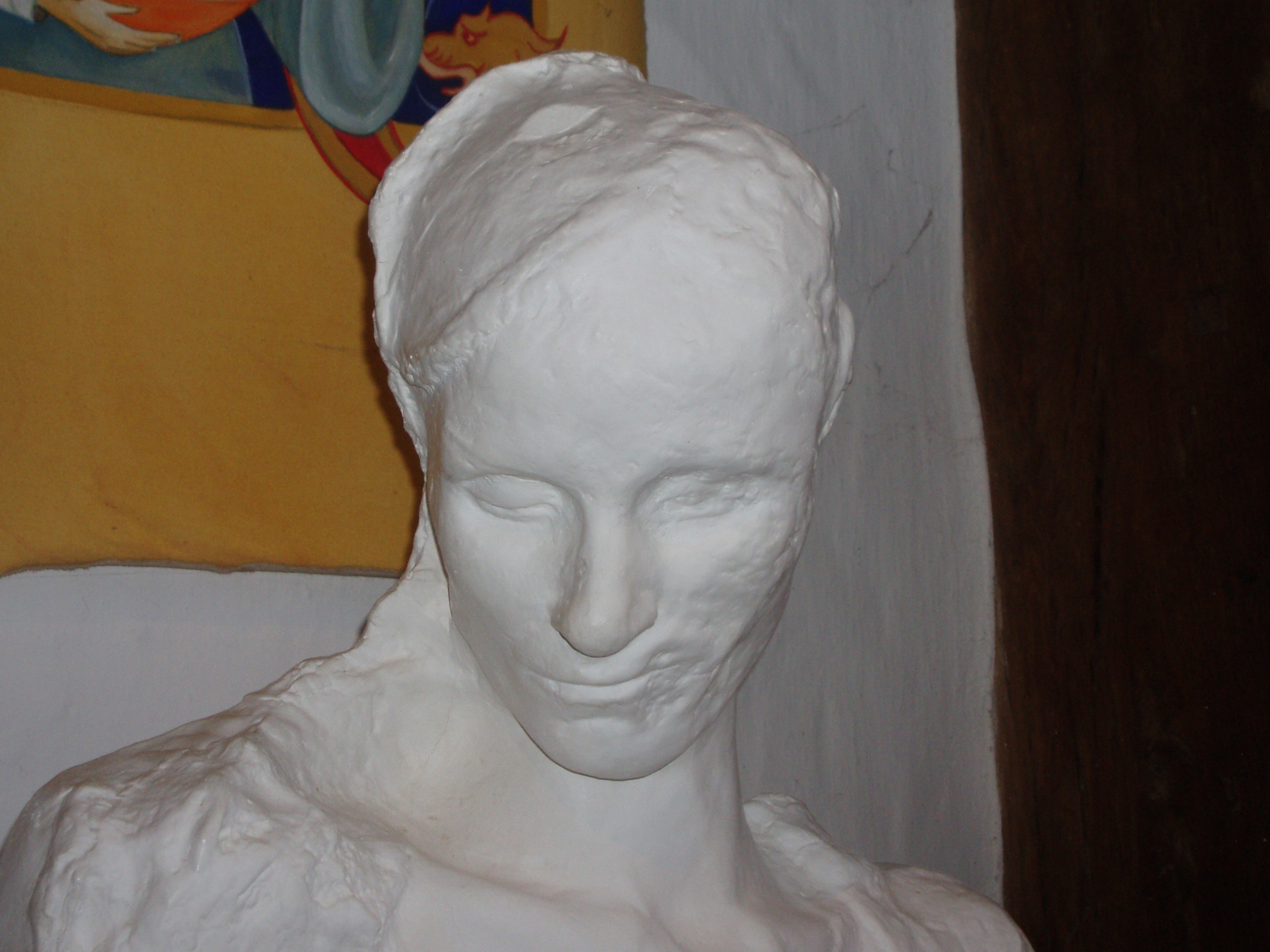
Masque mortuaire de la princesse Hildegarde de Séléstat (masque du XIXe siècle).
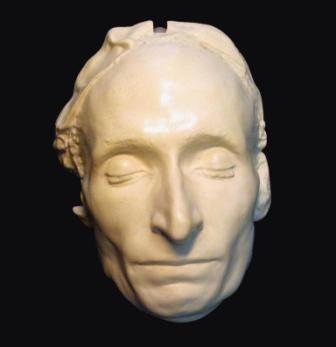
Masque mortuaire de Blaise Pascal.
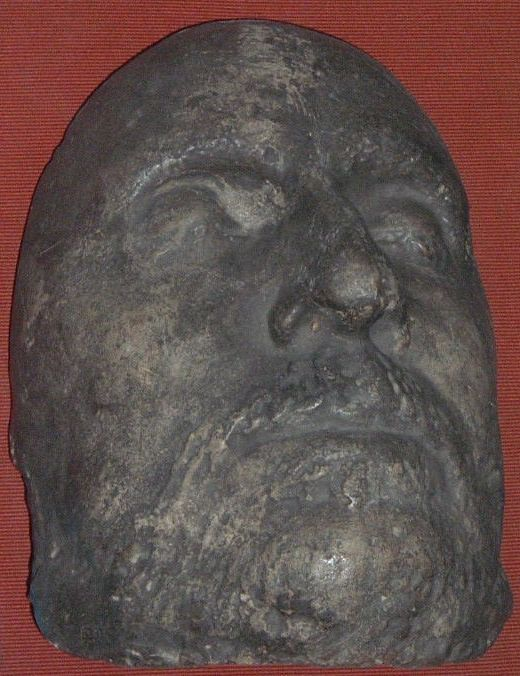
Masque mortuaire d’Oliver Cromwell (musée de Londres).
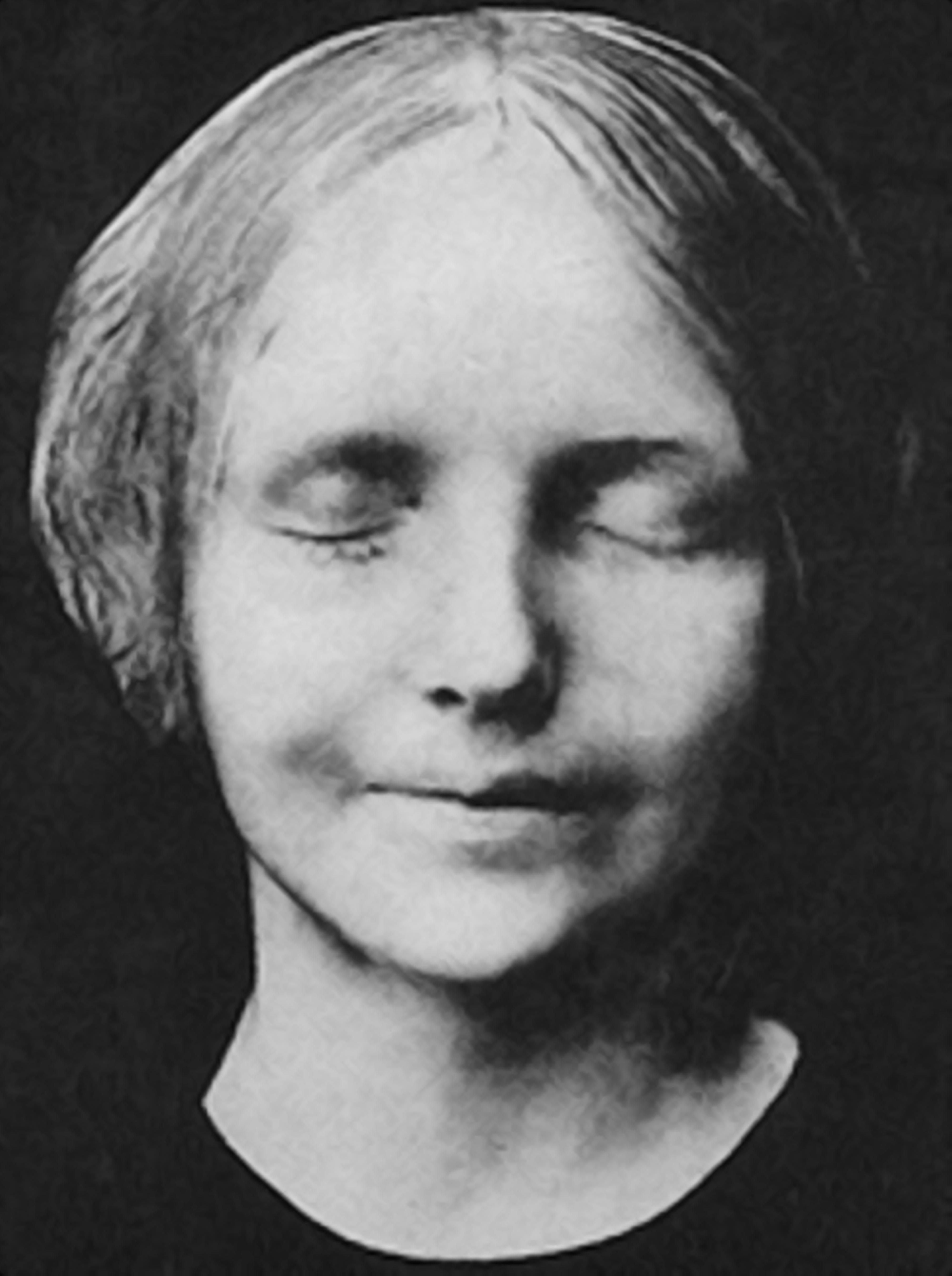
L'Inconnue de la Seine.